# Helina azaleella
Helina azaleella är en tvåvingeart som beskrevs av Feng, Yang och Fan 2004. Helina azaleella ingår i släktet Helina och familjen husflugor. Inga underarter finns listade i Catalogue of Life.